# HD 55985
HD 55985，又名CD-30 4146，SAO 197722、HR 2743，是一颗恒星，视星等为6.33，位于銀經242.54，銀緯-8.92，其B1900.0坐标为赤經7h 10m 4.1s，赤緯-30° -8.92′ 4″。